# ReCycle
ReCycle — цифровой редактор музыкальных «петель» (лупов), созданный шведской компанией Reason Studios. Поддерживается Microsoft Windows и Apple Macintosh PC. Впервые представлено в 1994 году.
Основная задача программы ReCycle — изменить темп лупа, при этом, не внося никаких других изменений в его звучание. Для этого ReCycle раскладывает лупы на отдельные «слои»-биты и уже после этого приступает к изменению временного отрезка (или даже к квантованию), при этом сохраняя длину бита. Таким образом, один луп проигрывается с разной скоростью, применяя для каждого отдельного «слоя» немодифицированный звук. Во время данного процесса полностью сохраняется оригинальный тон лупа, в то время как скорость/временной отрезок подвергаются многочисленным изменениям. Более того, с помощью ReCycle можно присваивать каждому последующему «отрезку» соответствующую ему MIDI ноту. ReCycle — первая программа, с помощью которой можно «нарезать» лупы.
Компания Propellerhead разработала свой собственный формат для данной программы: REX, позднее REX2 (.RX2), обеспечивающий дополнительную поддержку стерео файлам. Стерео формат — стандарт музыкальных лупов — совместим со многими сторонними программами, включая Emagic Logic, MOTU Digital Performer и Steinberg Cubase. Программа Reason от Propellerhead также имеет своё специализированное проигрывающее устройство для REX2, Dr.REX Loop Player. Данный проигрыватель способен воспроизводить как отдельно нарезанные «слои», так и весь луп в целом.
Первоначально ReCycle разрабатывался совместно с компанией Steinberg. Но вторая версия данного программного продукта была представлена компанией Propellerhead единолично.